# El árbol solitario
El árbol solitario (en alemán, Einsamer Baum), también conocido como Paisaje campestre a la luz matinal o, simplemente, Paisaje campestre, es un cuadro del pintor romántico alemán Caspar David Friedrich. Data del año 1822. Se trata de un óleo sobre tela que mide 55 centímetros de alto por 71 centímetros de ancho. Actualmente se conserva en la Antigua Galería Nacional de Berlín de los Staatliche Museen de Berlín (Alemania).
Este Paisaje campestre es un cuadro de los ejecutados por Friedrich a partir de 1820, en el que se evidencia su seducción por los paisajes del campo.
El protagonista del cuadro es un roble en mitad del campo, desgastado por el tiempo. Aunque en este cuadro el simbolismo cede en gran parte a la representación de la realidad inmediata, sigue pudiéndose entender este cuadro como una alusión al ser humano al que la vida le marca.